# Nichttarifäres Handelshemmnis
Nichttarifäre Handelshemmnisse sind indirekte protektionistische Maßnahmen der Außenhandelsbeschränkung. Sie erschweren den Marktzugang ausländischer Anbieter.

## Einordnung
Nichttarifäre Handelshemmnisse (NTBs = Non-tariff barriers to trade) gehören neben den tarifären Handelshemmnissen zu den Instrumenten der Außenhandelspolitik. Während bei tarifären Handelshemmnissen der Import vor allem durch Zölle (engl. tariff = Zoll) und Importsteuern beeinflusst wird, kommen bei NTBs eine Reihe anderer Instrumente zur Anwendung. Welche Maßnahmen genau dazu gehören bzw. wo die Grenze zu den tarifären Handelshemmnissen verläuft, ist in der Literatur umstritten. Das gilt zum Beispiel für Abschöpfungen (Mindestpreise) und Exportsubventionen, welche vor allem im Agrarsektor zu finden sind. In Publikationen der Bundeszentrale für politische Bildung werden Einfuhrquoten (Kontingente / Mengenbeschränkungen) ebenfalls zu den nicht-tarifären Handelshemmnissen gezählt. Dies entspricht auch der Definition der OECD. Ernst Giese, Ivo Mossig und Heike Schröder zählen diese jedoch als „direkte Beschränkungen des freien Warenverkehrs“ zu den tarifären Handelshemmnissen.
Zu den nichttarifären Handelshemmnissen gehören eine Reihe sozial- und umweltpolitische Vorschriften.

## Hintergründe
Nichttarifäre Handelshemmnisse spielten in der Handelspolitik bis in die 1960er/70er Jahre keine erhebliche Rolle. Zwar existierten sie in den Ländern in bestimmten Formen und einem gewissen Umfang bereits zuvor, doch an Bedeutung gewannen diese Handelshemmnisse erst seit den 1970er Jahren. Auslöser für die öffentliche Debatte war der geplante Zollabbau. So erlangten die nichttarifären Handelshemmnisse erst nach wesentlicher Beseitigung der Zölle für die Handelspolitik – als so genannte „zweite Schicht des Protektionismus“ – an Bedeutung. Regierungen konnten nicht mehr auf Zölle zurückgreifen, um bestimmte nationale Industrien vor ausländischer Konkurrenz zu schützen.
Durch die EU-Regelung, die alle Zolleinnahmen an der EU-Außengrenze als Einnahmen der Gemeinschaft beansprucht, ist auch der fiskalische Anreiz der Einnahmenerzielung für EU-Einzelstaaten entfallen.
So wurden seit den 1970er Jahren immer mehr nichttarifäre Handelshemmnisse errichtet. Darüber hinaus trugen die steigende Anzahl an Direktinvestitionen – verbunden mit dem stetig wachsenden Dienstleistungshandel – wesentlich zur Bedeutung nationaler Regulierungen bei. Diese dienen dazu, die Gründung von Tochtergesellschaften im Ausland zu beschränken. Früher wurde dies über Zölle geregelt.
Trotz eines absoluten Verbots für Aufbau und Beibehaltung nichttarifärer Handelshemmnisse durch die Welthandelsorganisation (WTO), wurden diese im großen Maße als Ersatz für tarifäre Handelshemmnisse (vor allem Zölle) eingeführt. Gerade die Industrieländer nutzen häufig hohe Standards (vergleiche zum Beispiel die Europäische Bananenverordnung), um ausländische Anbieter zu diskriminieren.
Formal müssen nichttarifäre Handelshemmnisse jedoch nicht auf die Beschränkung des Wettbewerbs ausgerichtet sein. Verfechter argumentieren vielmehr, dass diese Hemmnisse dem Schutz des Verbrauchers vor minderwertiger oder schlechter Ware durch Normen und Standards dienen.

## Formen nichttarifärer Handelshemmnisse

### Importquoten
Durch das Festlegen von Importquoten hat ein Staat die Möglichkeit, die Einfuhr von Gütern mengenmäßig zu beschränken.
- Beispiel: Importquote für Käse in die USA:

Nur bestimmte Handelsgesellschaften dürfen Käse importieren. Die jährliche Obergrenze wird ihnen vorgegeben. Dabei richtet sich die Quote nach der Menge, die ein Unternehmen im Vorjahr importiert hatte.
Die Beschränkung von Importen durch Quoten führt zu Preissteigerungen des Importgutes im importierenden Land, die sich auch auf die im Inland hergestellten Produkte auswirken bzw. deren evtl. höheres Preisniveau zu stabilisieren hilft. Die Quoten bringen dem Staat in der Regel keine Einnahmen ein, sondern fließen den Inhabern von Importlizenzen als Gewinne (Quotenrenten) zu.

### Freiwillige Exportbeschränkungen
Unter freiwilligen Exportbeschränkungen sind Handelskontingente zu verstehen, die von Exportländern selbst festgelegt werden. Dies erfolgt überwiegend auf Druck des Importlandes. Durch freiwillige Exportbeschränkungen versucht das Exportland schärfere Maßnahmen wie Kontingente oder Einfuhrverbote von Seiten des Importlandes vorzubeugen. Die Auswirkungen gleichen denen der Importquoten und gehen mit Produzentengewinnen, Konsumentenverlusten und Wohlfahrtsverlusten einher.
- Beispiel: japanische Autos

1981 unterzeichnete Japan das erste Abkommen mit den USA, dessen Inhalt es war, die japanischen Automobil-Exporte in die USA auf 1,68 Millionen Automobile zu beschränken. Die US-Regierung hatte Japan zur Beschränkung seiner Exporte aufgefordert. Da die Japaner unilaterale protektionistische Maßnahmen seitens der USA befürchteten, erklärten sie sich dazu bereit.
- Beispiel: Kaffeeabkommen

Die Kaffeeabkommen, die seit 1963 mit den meisten Erzeugerländern und v. a. den westlichen Industrieländern als Hauptabsatzregionen geschlossen wurden und pro Erzeugerland jährliche Exportmengen vorsahen, sollte den Zielen dienen: 1. die Exporteinkommen der Erzeugerländer zu stabilisieren und 2. für die Konsumentenländer eine Hebung des Qualitätsniveaus zu erreichen, da bei schwankenden Preisen nicht mit ausreichenden Investitionen in den Kaffeeanbau zu rechnen war.

### Local-Content-Klauseln
Durch die Vorschriften von Local-Content-Klauseln soll sichergestellt werden, dass ein bestimmter Anteil eines Endprodukts aus inländischer Herstellung stammt. Angewandt wurden die Local-Content-Gesetze überwiegend in Entwicklungsländern, deren Industrien auf reine Endmontage ausgerichtet waren. Das Ziel war ein Übergang auf die Herstellung von Zwischenprodukten. Ein Unternehmen erfüllt die Local-Content-Klauseln, wenn es den Pflichtanteil der Zwischenprodukte aus einheimischer Produktion abnimmt. Dabei ist das Unternehmen nicht gezwungen diese selbst zu verwenden, sondern kann die Zwischenerzeugnisse auch exportieren. Durch den Einsatz von Local-Content-Klauseln fließen dem Staat weder Einnahmen noch Quotenrenten zu. Zum Beispiel werden Kraftfahrzeuge Completely Knocked Down oder Semi Knocked Down – als Bausatz – in ein Land geliefert und dort zusammengebaut, um dort eine lokale Wertschöpfung zu generieren. Allerdings wäre es deutlich weniger aufwändig, fertige Autos statt der Bausätze zu exportieren – dem Nutzen steht ein erheblicher Aufwand gegenüber. Oft spielen Industriepolitik bzw. Prestigeaspekte bei solchen Projekten eine große Rolle.

### Weitere Formen
Die oben genannten sind die wichtigsten bzw. bekanntesten nichttarifären Handelshemmnisse. Daneben existieren eine Reihe weiterer NTBs. Genannt seien hier unter anderem technische Normen und Standards (vgl. DIN), Importlizenzen, Verpackungs- und Kennzeichnungsvorschriften (Made in …), psychologische Beeinflussung der Konsumenten zum Kauf von einheimischen Produkten, Sozial- und Umweltstandards, Antidumpingregeln, Ausschreibungsmodalitäten von Aufträgen (speziell im Baugewerbe), Präferenzen in der staatlichen Auftragsvergabe, Importdepots, mit denen Zeit zwischen Beantragung und Bezahlung einer Transaktion künstlich verlängert wird, Androhung von handelspolitischen Maßnahmen (Zölle etc.) sowie Diskriminierung bei der Zollabwicklung.
- Beispiel zur Diskriminierung bei der Zollabwicklung – Frankreich:

In Frankreich mussten ab dem Jahr 1982 sämtliche japanischen Videorekorder beim Import ein kleines Zollamt in Poitiers passieren, das mit der Menge vollkommen überlastet war
- Beispiel für Sicherheitsvorschriften als Handelshemmnis – USA :

In den USA ist der Verkauf von Überraschungseiern, wegen der darin enthaltenen Kleinteile, die für Kinder gesundheitsgefährdend sein könnten, verboten.
- Beispiel für Handelshemmnisse aufgrund unterschiedlicher gesundheitlicher und umweltmäßiger Standards – USA :

In den USA wurden Importe deutschen Hopfens wegen zu hoher Pestizidbelastungen untersagt.
- Beispiel für Handelshemmnisse aufgrund nationaler Beschaffung – USA :

In den USA bevorzugt die Regierung bei ihren Käufen in den USA hergestellte Produkte aufgrund des Buy American Act
- Beispiel für Handelshemmnisse aufgrund geschützter Herkunftsbezeichnungen – Deutschland, Frankreich

Die u. a. in Deutschland und Frankreich vorhandenen geschützten Herkunftsbezeichnungen: Champagner, Nürnberger Lebkuchen, Lübecker Marzipan werden v. a. von nichteuropäischen Herstellern, die unter der gleichen Warenbezeichnung Waren anbieten wollen, als Handelshemmnis gesehen.
In Bezug auf den Handel mit Dienstleistungen und ausländischen Direktinvestitionen existieren Bestimmungen über Wert und Menge der Transaktionen, Bestimmungen über den prozentualen Anteil ausländischen Kapitals.
Weiter wird der Zugang durch bestimmte Anforderungen und Qualifikationen für ausländische Dienstleistungsanbieter erschwert.
Hierzu zählen auch die Beschränkungen, die sich für Dienstleister und Handwerker durch das in den deutschsprachigen Ländern verbreitete Kammerwesen und seine berufszugangsregulierenden Funktionen ergeben (z. B. Handelskammern, Handwerkskammern, Steuerberaterkammern).

## WTO-Regelungen für nichttarifäre Handelshemmnisse
Um den internationalen Handel zu fördern, hat es sich die Welthandelsorganisation (WTO) zur Aufgabe gemacht, Handelshemmnisse aller Art abzubauen. Die entsprechenden Vorschriften der WTO sind von allen Mitgliedern bei ihrer Ausgestaltung der Handelspolitik zu beachten. So ist hinsichtlich diskriminierender oder protektionistischer NTBs ein absolutes Verbot im WTO-Vertrag enthalten. Verankert sind die Bestimmungen zum Abbau der ungerechtfertigten NTBs in verschiedenen WTO-Abkommen für den Warenverkehr und GATS für den Dienstleistungsverkehr. Ebenso sind darin zahlreiche Ausnahmen geregelt, die bestimmte staatliche NTBs zulassen. So sind Vorschriften die das Leben und die Gesundheit von Menschen, Tieren und Pflanzen, die öffentlichen Sittlichkeit und Ordnung sowie nationales Kulturgut oder erschöpfliche Naturschätze schützen sollen zum Teil zulässig. Voraussetzung dafür ist, dass das handelsschonendste Mittel zur Anwendung kommt, d. h. die staatliche Maßnahme muss notwendig, nicht diskriminierend und angemessen sein („z. B. kein Importverbot, wenn die Information durch Etikettierung denselben Zweck erreichen würde“).
NTBs die von privaten Personen oder Unternehmen erzeugt werden, wie etwa Kartellbildungen, werden nicht von der WTO geregelt.